# Кота-Бату
Кота-Бату — один з 18 мукімів (районів) округи (даера) Бруней-Муара, Бруней.

## Райони
- Пулау Сібунгор
- Пулау Берамбанг
- Пулау Бербунут
- Пулау Бару-Бару
- Пулау Пепатан
- Пулау Чермін
- Пулау Каінгаран